# 朗陵街道
朗陵街道是中华人民共和国河南省驻马店市确山县下辖的一个街道办事处。

## 行政区划
朗陵街道下辖以下村级行政区划单位：
朱李庄村、洪村铺村、双楼村、鲍庄村、马庄村、莲花村、宋庄村、赵庄村、八里岔村和贯山村。